# Rysunki naskalne w Val Camonica
Ryty naskalne w Val Camonica – jedno z największych na świecie skupisk prehistorycznych petroglifów – ponad 140 tys. figur, symboli i motywów związanych z rolnictwem, wojną i kultem religijnym wyrytych na skałach w alpejskiej dolinie Val Camonica we Włoszech.
W 1979 roku petroglify Val Camonica zostały wpisane – jako pierwszy obiekt na terenie Włoch – na listę światowego dziedzictwa UNESCO.

## Położenie
Petroglify odkryto w wielu miejscach w dolinie Val Camonica we wschodniej Lombardii w prowincji Brescia. Dolina rozciąga się na ponad 80 km wzdłuż rzeki Oglio.   
Do dziś udokumentowano 180 stanowisk z rytami naskalnymi na ponad 2000 skał na terenie 24 z 41 gmin położonych w dolinie. Najwięcej petroglifów znajduje się w środkowej części doliny pomiędzy miejscowościami Ceto i Sellero. 

## Opis
Petroglify obejmują ponad 140 tys. figur, symboli i motywów związanych z rolnictwem, nawigacją, wojną i magią. Ryty powstawały przede wszystkim na przestrzeni 8000 lat, w okresie od górnego paleolitu do epoki żelaza; niewiele pochodzi z okresu rzymskiego i średniowiecza. Petroglify pokrywają ok. 2400 skał – piaskowców i zlepieńców powstałych w górnym permie. 
Większość petroglifów została wykuta przy użyciu kamiennego lub metalowego narzędzia, którym uderzano w skałę jak młotkiem. Stosowano również technikę graffito – drobnych wyżłobień ostrym narzędziem. 
Emmanuel Anati w 1975 zaproponował podział petroglifów na cztery grupy stylistyczne odpowiadające dwóm okresom historycznym: okresowi prehistorycznemu (od epipaleolitu do epoki brązu, Protocamuno), z rytami wyróżniającymi się indywidualnymi lub grupowymi figurami schematycznymi oraz okresowi protohistorycznemu (epoka żelaza) z przedstawieniami naturalistycznymi i narratywnymi, ukazującymi postaci w ruchu i ilustrującymi całe wydarzenia. Ryty z drugiego okresu są przypisywane Kamunom. 
Ryty przedstawiają sceny z życia codziennego ówczesnych mieszkańców doliny (m.in. polowania, uprawy ziemi) oraz motywy związane z ich życiem duchowym (m.in. postaci bóstw, sceny kultu i praktyk religijnych – tańców i obrzędów inicjacyjnych):
- paleolit górny – ryty przypisywane temu okresowi znajdują się w Luine w regionie Darfo Boario Terme; przedstawiają, często wielkoformatowe, postaci dużych zwierząt przebitych bronią używaną do polowań[4]. Wykute zostały technika młotkową przy użyciu ciężkich, kamiennych narzędzi, których pozostałości znaleziono u podstawy skały[4].
- neolit – petroglify z tego okresu przedstawiają schematyczne postaci adorantów, symetryczne figury ludzkie z rękoma, zgiętymi w łokciach ku górze, interpretowane jako ludzi modlących się, tańczących lub lamentujących[4]. Ryty geometryczne interpretowane są jako przedstawienia pól uprawnych[4].
- chalkolit – ryty z tego okresu ukazują postaci ludzi i zwierząt (dzikich – jeleniowate, koziorożce, kozice północne, lisy, wilki i dziki oraz udomowionych – psy, świnie, bydło), przedstawiania broni a także ryty czysto ornamentalne[4]. Głównym motywem symbolicznymi tego okresu jest dysk słoneczny[4].
- epoka brązu – większość petroglifów z tego okresu przedstawia różne rodzaje broni (sztylety, siekiery i halabardy), pojedynczo i w grupach, które były porównywane do gromadzenia (chowania) narzędzi i broni metalowych w czasie niebezpieczeństwa, lecz również w celach wotywnych[4]. Jako szczególnie interesujące opisywane są sceny orania, tkania oraz przedstawienia mrówek, schematyczne, lecz z obecnymi detalami anatomicznymi[4].
- epoka żelaza – ryty te przypisywane są Kamunom, większość z nich ma charakter naturalistyczny i realistyczny, postaci wyróżniają się coraz lepiej oddanymi detalami anatomicznymi i często przedstawiane są w ruchu[4]. Dominującym motywem jest postać wojownika w scenach pojedynków, jazdy konnej i polowania, co interpretowanych jako elementy inicjacji – wejścia w życie dorosłe[4]. Wojownicy przedstawiani są z bronią: mieczami, hełmami i tarczami[4]. Sceny orania ukazują prace przy użyciu koni a nie wołów, które pojawiały się na rytach z epok wcześniejszych[4]. W okresie tym umieszczano również inskrypcje zapisane pismem Etrusków[4].
- Cesarstwo Rzymskie – z tego okresu pochodzą inskrypcje w języku łacińskim[4].
- średniowiecze – w okresie IV–XI w. Kościół katolicki prowadził kampanie przeciwko kultowi pogańskiemu w górach i pogańskim przedstawieniom naskalnym[4]. W okresie tym umieszczano na skalach symbole chrześcijańskie – przede wszystkim znaki krzyża[4].

## Historia badań
Pierwsze wzmianki o petroglifach w Val Camonica pochodzą z raportu alpinisty Gualtiero Laenga (1888–1968) z 1909 roku przesłanego do Comitato Nazionale per la protezione del paesaggio e dei monumenti, Touring Club Italiano. W 1914 roku Laeng umieścił informacje o rytach na dwóch głazach w Cemmo w przewodniku Guida d’Italia del Touring Club Italiano: Piemonte, Lombardia e Canton Ticino. Publikacja ta wzbudziła zainteresowanie naukowców, którzy przybyli do Cemmo w poszukiwaniu kolejnych petroglifów. 
W latach 20. i 30. XX w. poszukiwania na terenie całej doliny prowadzili Giovanni Marro (1875–1952), Paolo Graziosi (1906–1988), Raffaello Battaglia i Giuseppe Bonafini. Bonafini zaproponował utworzenie w dolinie parku archeologicznego. W latach 30. XX w. odkryciami zainteresował się Franz Altheim (1898–1976) pracujący dla nazistowskiej organizacji Ahnenerbe. W latach 50. XX w. dolinę badał szwajcarski archeolog Hercli Bertogg (1903–1958), Gualtiero Laeng oraz Emanuele Süss, która jako sporządziła mapę lokalizacji petroglifów w rejonie  Naquane, co pozwoliło na utworzenie tu w 1955 roku parku narodowego. 
W 1956 roku nowy impuls do badań dał włoski archeolog Emmanuel Anati, który porównał odkrycia w Val Camonica z tymi z Monte Bego i w 1964 roku założył w Capo di Ponte ośrodek studiów prehistorycznych – Centro  Camuno  di  Studi Preistorici. Naukowcy z ośrodka rozpoczęli systematyczne badania petroglifów oraz wykopaliska. W 1975 roku Anati opublikował pierwszą całościową analizę petroglifów, zarówno pod względem topograficznym jak i chronologicznym – Evoluzione e stile nell’arte rupestre camuna.  
W 1979 roku petroglify Val Camonica zostały wpisane – jako pierwszy obiekt na terenie Włoch – na listę światowego dziedzictwa UNESCO. 

## Parki archeologiczne w Val Camonica
Poniższa tabela przedstawia osiem parków archeologicznych z petroglifami utworzonych w dolinie Val Camonica: 
Obiekt – polskie tłumaczenie nazwy parku wraz z jej włoskim oryginałem;
Rok – roku utworzenia parku;
Położenie – gmina, współrzędne geograficzne;
Petroglify – fotografie wybranych petroglifów na terenie parku.
| N° | Obiekt | Rok  | Położenie                                                                | Petroglify |
| -- | --- | ---- | ------------------------------------------------------------------------ | ---------- |
| 1. | Park Narodowy Rytów Naskalnych Parco nazionale delle incisioni rupestri di Naquane                                     | 1955 | Capo di Ponte 46°01′32″N 10°20′57″E/46,025556 10,349167                  |            |
| 2. | Narodowy Park Archeologiczny Massi di Cemmo Parco archeologico nazionale dei Massi di Cemmo                            | 2005 | Capo di Ponte 46°01′52″N 10°20′20″E/46,031111 10,338889                  |            |
| 3. | Komunalny Park Archeologiczny Seradina-Bedolina Parco archeologico comunale di Seradina-Bedolina                       | 2005 | Capo di Ponte 46°02′00″N 10°20′29″E/46,033333 10,341389                  |            |
| 4. | Park Archeologiczny Asinino-Anvòia Parco archeologico di Asinino-Anvòia                                                |      | Ossimo 45°57′19″N 10°14′47″E/45,955278 10,246389                         |            |
| 5. | Komunalny Park Rytów Naskalnych w Luine Parco comunale delle incisioni rupestri di Luine                               |      | Darfo Boario Terme 45°53′20″N 10°10′46″E/45,888889 10,179444             |            |
| 6. | Komunalny Park Archeologiczny i Mineralogiczny Sellero Parco comunale archeologico e minerario di Sellero              | 2008 | Sellero 46°03′26″N 10°20′29″E/46,057222 10,341389                        |            |
| 7. | Komunalny Park Archeologiczny w Sonico Parco archeologico comunale di Sonico                                           |      | Sonico 46°10′07″N 10°21′20″E/46,168611 10,355556                         |            |
| 8. | Rezerwat Rytów Naskalnych w Ceto, Cimbergo i Paspardo Riserva naturale Incisioni rupestri di Ceto, Cimbergo e Paspardo | 1983 | Ceto (Nadro) Cimbergo Paspardo 46°01′06″N 10°21′10″E/46,018333 10,352778 |            |